# Klaus Wesch
Klaus Wesch (* 16. März 1935 in Hannover; † 28. Dezember 1990 in La Clusaz) war ein deutscher Rugby-Spieler.

## Leben
Von den 256 Hannoveranern, die zwischen 1927 und 1991 in der deutschen Rugby-Union-Nationalmannschaft kämpften, war Klaus Wesch mit 32 Länderspielen nach Horst Kemmling und Robert Twele einer der erfolgreichsten.
Als Sportler im TSV Victoria Linden, der in der zweiten Hälfte des 20. Jahrhunderts der erfolgreichste deutsche Rugby-Verein war, war Wesch – neben Heinrich 'Heiner' Ehlers (SC Germania List) und Werner Behring (SV 1908 Ricklingen) – Mitglied der technischen Kommission des europäischen Rugby-Verbandes Fédération Internationale de Rugby Amateur Association Européenne de Rugby (FIRA).
Wesch gewann 1954 bis 1956, 1958, 1962, 1965, 1969 und 1972 mit dem TSV Victoria Linden die deutsche Rugby-Meisterschaft.
Wesch ist als Einzelsportler mit dem Silbernen Lorbeerblatt ausgezeichnet worden und wurde – kurz vor seinem frühen Tod im Jahr 1990 – zum Vizepräsidenten der FIRA gewählt.

## Unternehmen
Als gleichnamige Firma Klaus Wesch wurde beim Amtsgericht Hannover im Handelsregister unter der Register-Nummer HRA 24380 am 29. September 1986 ein Unternehmen eingetragen, das dann am 28. März 1991 gelöscht wurde.